# AIK 95
Arbejdernes Idræts Klub af 1895 (forkortet AIK 95) er en dansk idrætsklub hjemmehørende i København. Foreningens træningsfaciliteter findes på Genforeningspladsen.

## Foreningens historie
Grunden til stiftelsen af klubben blev taget i Rømersgade 22 over gården den 11. september 1895. Mødet blev afholdt på initiativ af folketingsmand A.C. Meyer, der i "Socialdemokraten" havde indkaldt til mødet med det formål at få stiftet en idrætsklub for arbejdere.
Ideen til dette møde fik han af en sprøjtefører ved Københavns Brandvæsen, Peter Laurits Jacobsen (P.L. Jacobsen), farfar til Robert Jacobsen. 
Klubben blev formelt stiftet på den konstituerende generalforsamling den 9. oktober i Læderstræde 26, hvilket gør den til en af Danmarks første og ældste idrætsklubber. Klubbens første formand blev P.L. Jacobsen, som havde lært boksning om bord på amerikanske skibe, og som indførte boksningen i Danmark. Det skete i Arbejdernes Idræts Klub, som blev den første danske bokseklub, og som hurtigt fulgtes af flere andre såsom IK99, Østerbro Athletik- og Bokseklub (en af IF Sparta's stiftende foreninger), Bokseklubben Olympia, Athletklubben Hermod  og AK Jyden.
Det blev hurtigt til adskillige danske mesterskaber i boksning og vægtløftning for AIK, som vandt samtlige vægtklasser ved bokse-DM 1903. 
Danmarks første maratonløb blev arrangeret af AIK 95 og fandt sted den 25. oktober 1896. Løbet startede på Øster Allé, og ruten gik ad Birkerødvej til Hørsholm og retur. Senere viste det sig, at distancen var for kort, 39,1 km i stedet for datidens maratondistance 40,2 km, Løbet, som havde 18 startende og 9 fuldførende, blev vundet af Christian Andersen i tiden 3:26,20.
Den 30. juli 1916 satte Niels Petersen verdensrekord i 30 km kapgang med tiden 2.41,54.
I klubbens første år udviklede den sig på alle måder og specielt hvad angik antallet af sportsgrene. Der var boksning, brydning, vægtløftning, atletik, kapgang, gymnastik, svømning, fodbold (fra 1898), vandpolo, skiløb, skøjteløb og orienteringsløb. Den store sportslige alsidighed svandt ind, sportsgren efter sportsgren forsvandt til regi i andre klubber, og fra 1913 var AlK en ren atletikklub. Det skyldtes mangel på interesse, kun boksning var officielt endnu på programmet til 1915, men i realiteten var den væk fra 1913. Senere er håndbold (fra 1922), bordtennis (fra 1924) og badminton (fra 1978) kommet til.